# Moyenneville (Oise)
Moyenneville és un municipi francès, situat al departament de l'Oise i a la regió dels Alts de França. L'any 2007 tenia 598 habitants.

## Demografia

### Població
El 2007 la població de fet de Moyenneville era de 598 persones. Hi havia 211 famílies de les quals 38 eren unipersonals (21 homes vivint sols i 17 dones vivint soles), 59 parelles sense fills, 110 parelles amb fills i 4 famílies monoparentals amb fills.
La població ha evolucionat segons el següent gràfic:
Habitants censats

### Habitatges
El 2007 hi havia 231 habitatges, 214 eren l'habitatge principal de la família, 11 eren segones residències i 6 estaven desocupats. 221 eren cases i 8 eren apartaments. Dels 214 habitatges principals, 163 estaven ocupats pels seus propietaris, 49 estaven llogats i ocupats pels llogaters i 2 estaven cedits a títol gratuït; 2 tenien una cambra, 10 en tenien dues, 42 en tenien tres, 53 en tenien quatre i 107 en tenien cinc o més. 148 habitatges disposaven pel capbaix d'una plaça de pàrquing. A 87 habitatges hi havia un automòbil i a 102 n'hi havia dos o més.

### Piràmide de població
La piràmide de població per edats i sexe el 2009 era:
| Homes | Edats   | Dones |
| ----- | ------- | ----- |
| 0     | 95 o +  | 0     |
| 0     | 90 a 94 | 4     |
| 4     | 85 a 89 | 4     |
| 12    | 80 a 84 | 8     |
| 0     | 75 a 79 | 8     |
| 12    | 70 a 74 | 16    |
| 16    | 65 a 69 | 4     |
| 0     | 60 a 64 | 8     |
| 16    | 55 a 59 | 0     |
| 12    | 50 a 54 | 28    |
| 16    | 45 a 49 | 12    |
| 12    | 40 a 44 | 20    |
| 24    | 35 a 39 | 24    |
| 36    | 30 a 34 | 32    |
| 8     | 25 a 29 | 20    |
| 0     | 20 a 24 | 4     |
| 8     | 15 a 19 | 16    |
| 12    | 10 a 14 | 24    |
| 28    | 5 a 9   | 20    |
| 8     | 0 a 4   | 36    |

## Economia
El 2007 la població en edat de treballar era de 377 persones, 291 eren actives i 86 eren inactives. De les 291 persones actives 262 estaven ocupades (152 homes i 110 dones) i 29 estaven aturades (10 homes i 19 dones). De les 86 persones inactives 23 estaven jubilades, 26 estaven estudiant i 37 estaven classificades com a «altres inactius».

### Ingressos
El 2009 a Moyenneville hi havia 221 unitats fiscals que integraven 635 persones, la mediana anual d'ingressos fiscals per persona era de 17.952 €.

### Activitats econòmiques
Dels 16 establiments que hi havia el 2007, 2 eren d'empreses extractives, 1 d'una empresa de fabricació d'altres productes industrials, 4 d'empreses de construcció, 2 d'empreses de comerç i reparació d'automòbils, 1 d'una empresa de transport, 1 d'una empresa d'hostatgeria i restauració, 1 d'una empresa d'informació i comunicació, 2 d'empreses de serveis i 2 d'empreses classificades com a «altres activitats de serveis».
Dels 5 establiments de servei als particulars que hi havia el 2009, 2 eren fusteries, 2 lampisteries i 1 perruqueria.
L'únic establiment comercial que hi havia el 2009 era una botiga de roba.
L'any 2000 a Moyenneville hi havia 6 explotacions agrícoles.

## Equipaments sanitaris i escolars
El 2009 hi havia una escola elemental integrada dins d'un grup escolar amb les comunes properes formant una escola dispersa.

## Poblacions properes
El següent diagrama mostra les poblacions més properes.